# Curdiona
Curdiona es un bio-activo isolado de Curcuma wenyujin.